# Нийл Етъридж
Нийл Етъридж (на английски: Neil Etheridge) е английски и филипински футболист, играещ като вратар за Бирмингам Сити. Той е капитан на националния отбор на Филипините, като има 70 записани мача. Той е първият филипински състезател с мачове в английската Висша лига.

## Клубна кариера
Започва кариерата си в школата на Челси. През 2006 г. е привлечен от Фулъм, а през 2008 г. е взет в първия отбор. На няколко пъти е пращан под наем, за да се обиграва, като през 2008/09 пази за Ледърсхед. През 2011 г. е даден под наем в Чарлтън, но само шест дни след това е повикан обратно във Фулъм. Етъридж не успява да се пребори с Марк Шварцер и Дейвид Стокдейл и не записва нито един двубой в първенството. Единствения му мач за Фулъм е в Лига Европа, като на 14 декември 2011 г. пази срещу Оденсе Болдклуб.
През септември 2012 г. прекарва три месеца под наем в тима на Бристол Роувърс в Лига 2. Записва 12 двубоя, но на полусезона е върнат обратно във Фулъм. През сезон 2013/14 е два месеца под наем в Крю Александра, където играе в 4 срещи. След края на сезона е освободен от Фулъм.
След като остава без отбор Нийл поставя под съмнение по-нататъшната си кариера. След като тренира с Чарлтън е на крачка да емигрира в родината на майка си Филипините. Все пак подписва краткосрочен договор с Олдъм Атлетик, преди да подпише с „остриетата“. В Чарлтън обаче изиграва само два двубоя до края на сезона.
През 2015 г. подписва с Уолсол, където става титулярен вратар. Успява да изиграе 50 мача през сезона и да прогресира значително в нивото си. Помага на тима да достигне до плейофите в Лига 1, но на полуфиналите Уолсол е победен от тима на Барнзли. През сезон 2016/17 Уолсол завършва на разочароващото 14-то място. Въпреки това обаче Етъридж е забелязан от Кардиф Сити и през лятото на 2017 г. става част от тима от Чемпиъншип.
Нийл става веднага титуляр в Кардиф и пропуска само един мач от сезона в Чемпиъншип. Той допуска едва 37 гола в 45 срещи, като в 19 мача запазва мрежата си суха. Кардиф завършва втори, с което си печели промоция във Висшата лига. За доброто си представяне Етъридж е награден с нов тригодишен договор. В дебюта си в английския елит Етъридж спасява дузпа на нападателя на Борнемут Калъм Уилсън, но уелсците губят с 0:2. Вратарят дори стига до номинация за футболист на месеца през август 2018 г. Кардиф не успява да запази мястото си във Висшата лига, като завършва на 18-та позиция.
В началото на сезон 2018/19 Етъридж получава контузия и е изместен на вратата от Алекс Смитис. Записва едва 16 двубоя през сезона. През септември 2020 г. подписва с Бирмингам Сити.

## Национален отбор
През 2005 г. записва един мач за селекцията на Англия до 16 г. в турнира Виктъри Шийлд.
През април 2008 г. приема офертата на федерацията на Филипините да играе за националния отбор на азиатската страна. Дебютира срещу Бруней в мач от квалификациите за Чалъндж къп.
През 2010 г. е титулярен вратар на Филипините на турнира Сузуки къп, където тимът достига до полуфиналите. Две години по-късно е и в състава за Чалъндж къп.
В следващите няколко години играе в различни квалификации, но пропуска турнирите Сузуки къп през 2014 и 2016 г. През 2018 г. помага на Филипините да се класират за първи път в турнира за Купата на Азия, но остава извън състава, за да се концентрира върху изявите си с Кардиф.
През юни 2022 г. става капитан на националния отбор.

## Успехи
- Футболист на годината във Филипините – 2018